# Seuil de Naurouze
Pour les articles homonymes, voir Seuil.
Le seuil de Naurouze, parfois appelé aussi seuil du Lauragais, est un seuil géographique (ou col) de 194 mètres d’altitude, situé dans la commune de Montferrand dans le département de l'Aude dans la région d'Occitanie dans le Sud-Ouest de la France.

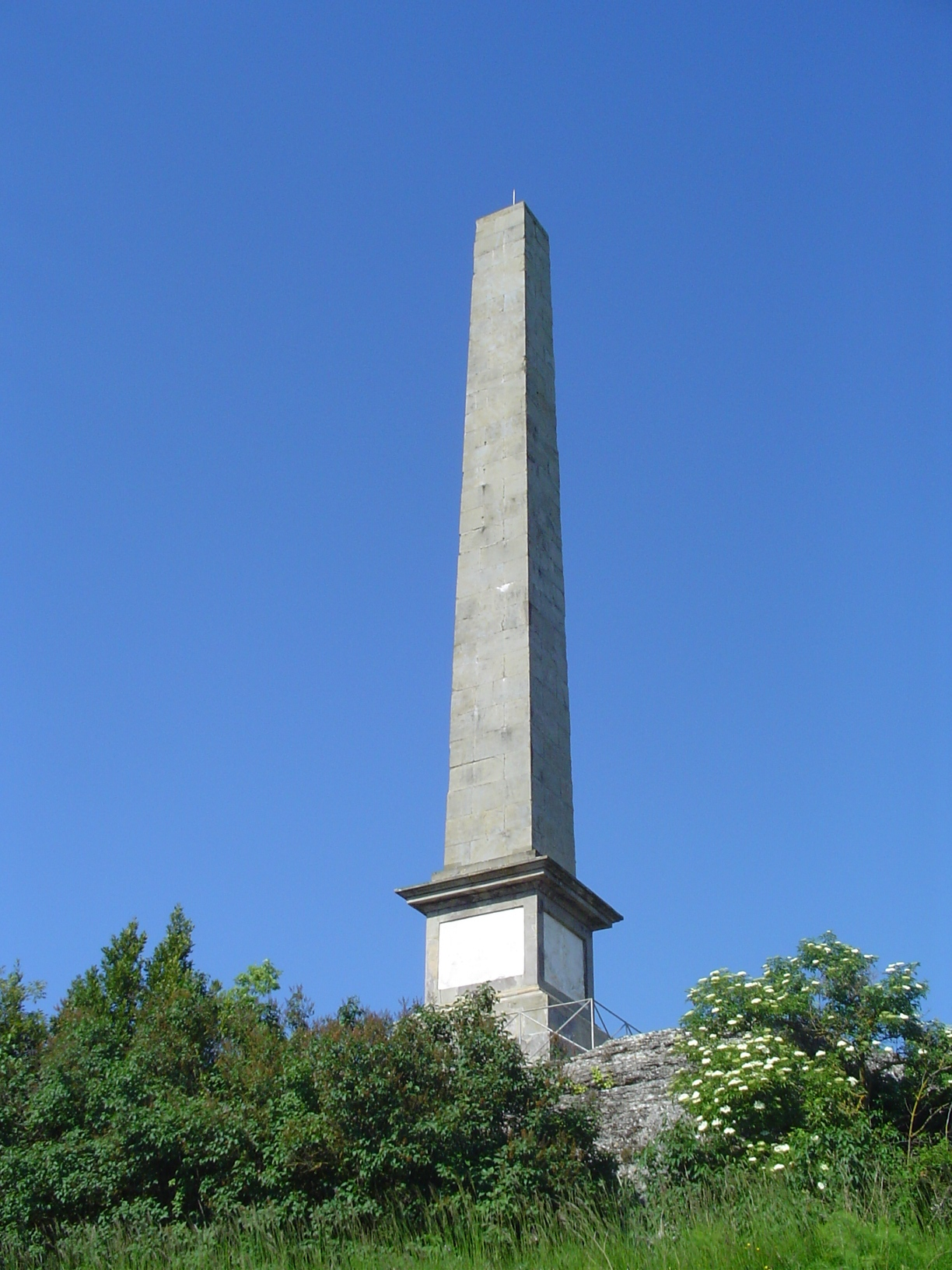
Obélisque de Riquet au seuil de Naurouze.

## Géographie
Le seuil de Naurouze est situé à la frontière du département de la Haute-Garonne et du département de l'Aude sur la ligne de partage des eaux entre l’océan Atlantique et la mer Méditerranée, il constitue le point le plus élevé du canal du Midi, qui permet de relier l'Atlantique à la Méditerranée, et sépare le Massif central (au nord), des Pyrénées (au sud). Il est proche d'Avignonet-Lauragais et de Labastide-d'Anjou, dans la commune de Montferrand.
Les écluses les plus proches du seuil de Naurouze sont l'écluse de l'Océan côté océan Atlantique et l'écluse de la Méditerranée côté mer Méditerranée ; la section de canal, longue de 5,19 km, les reliant est son bief de partage.

## Histoire
Ce seuil est connu depuis l'Antiquité. Strabon, géographe grec, avait appelé ce passage l'isthme gaulois, et la Via Aquitania, voie romaine reliant Narbonne à Toulouse, y passait.
Il est la pierre angulaire du projet de construction du canal du Midi de Pierre-Paul Riquet. C'est en effet le point le plus élevé du parcours, qui nécessite un apport en eau continu pour alimenter le canal. L'ingénieur Riquet a l'idée de récolter les eaux de la Montagne Noire et de les amener jusqu'au seuil. Il fait construire le lac de Saint-Ferréol près de Revel et la rigole de la plaine qui amène l'eau depuis le lac jusqu'au canal au seuil de Naurouze.

## Description
Le site est constitué de plusieurs ouvrages d'art par où transitent chaque année 30 millions de mètres cubes d'eau.
- La rigole : longue de 38 km, elle alimente le bief de partage du canal du Midi au travers du grand bassin.

- Le grand bassin : l'ouvrage central est le grand bassin dont le cartographe J.B. Nolin disait en 1697 « Ce bassin a 200 toises (400 m) de long sur 150 (300 m) de large, revêtu de pierre de taille, il est sans contredit le plus beau du monde, il a en tout temps 7 pieds (3 m) d'eaux que la Rigole lui fournit. »

À l'origine, il était envisagé d'y construire autour une ville « avec des pavillons sur le modèle de la Place Royale de Paris, [...] une paroisse, un arsenal pour les bateaux ». Riquet avait même projeté de placer au centre du bassin « l'effigie du Roi dans un char tiré par des animaux marins ». Aujourd'hui seule une rigole périphérique donne à lire sa forme octogonale.
- L'épanchoir de la Marteillère : au sud est en direction du hameau du Ségala, l'épanchoir permet d'évacuer le trop plein de la rigole.

- La station de pompage : à l'angle sud du bassin octogonal, on trouve l'ancienne maison de l'ingénieur chargé de la maintenance du site, une ancienne minoterie et la station de pompage utilisée l'hiver pour amener les eaux excédentaires de la montagne Noire vers le barrage de la Ganguise par une liaison de 1 600 m pour l'irrigation des terres agricoles.

- L'épanchoir de Naurouze : situé à l'ouest de la station de pompage, il permet d'évacuer le trop plein du bassin vers le hameau du Fresquel. L'épanchoir était aussi utilisé lorsqu'il était nécessaire de vidanger le bassin qui avait une fâcheuse tendance à s'envaser.

- L'alimentation du canal : en continuant vers l'ouest on arrive à l'ouvrage qui alimente le canal sur la ligne de partage des eaux.

- Les écluses : à l'angle nord du bassin, se trouve le « logement du conducteur » puis à quelques dizaines de mètres, l'écluse de l'Océan.

À 5 190 m de celle-ci vers le sud le bief le plus haut du canal du Midi (189,06 m d'altitude) est fermé par l'écluse de la Méditerranée qui complète l'ouvrage conçu par Pierre-Paul Riquet.
Les deux parties du canal aboutissaient au bassin de Naurouze par deux écluses : l'écluse de l'Océan et l'écluse de la Méditerranée. Quand le bassin fut abandonné, on creusa le bief de partage et les écluses de l’Océan et de la Méditerranée furent reportées plus loin.
- L'obélisque : en 1825, les héritiers de Riquet firent ériger un obélisque au seuil de Naurouze (43° 21′ 08″ N, 1° 49′ 37″ E) pour marquer la symbolique du lieu. Il est dressé à 300 m à l'est de la rive l'ancien réservoir hexagonal abandonné quelques années après la construction du canal à cause de son ensablement récurrent. En bas du monument est inscrite l'épigraphe : « À Pierre-Paul Riquet, baron de Bonrepos, auteur du canal des Deux Mers en Languedoc »[2].

Le bassin de Naurouze, le bief de partage des eaux et l'obélisque ont été inscrits au titre des monuments historiques en 1996.